# Pante Ara (Peusangan)
Pante Ara is een bestuurslaag in het regentschap Bireuen van de provincie Atjeh, Indonesië. Pante Ara telt 315 inwoners (volkstelling 2010).